# Rouessat
 (décembre 2015).
Si vous disposez d'ouvrages ou d'articles de référence ou si vous connaissez des sites web de qualité traitant du thème abordé ici, merci de compléter l'article en donnant les références utiles à sa vérifiabilité et en les liant à la section « Notes et références ».
Rouessat est une petite mine de fer de Mauritanie, ouverte depuis le milieu des années 1960, qui est située dans le Kedia d'Idjil. Le minerai extrait est convoyé par camion jusqu'au concasseur de la mine de Tazadit.
L'accès se fait à partir de Tazadit, ce qui allonge le trajet à partir de Zouérate.
À partir de la fin des années 1980, la mine de Tazadit s'épuisant, un tunnel, un convoyeur et une piste sont tracés dans la Kedia, et un nouveau dépôt est aménagé à côté de la voie ferrée. Le minerai part dans les wagons du train minéralier jusqu'à Cansado (point Central).